# Rhyssemus sardous
Rhyssemus sardous är en skalbaggsart som beskrevs av Pierotti 1980. Rhyssemus sardous ingår i släktet Rhyssemus och familjen Aphodiidae. Inga underarter finns listade i Catalogue of Life.